# 9681 Sherwoodrowland
A 9681 Sherwoodrowland (ideiglenes jelöléssel 4069 P-L) a Naprendszer kisbolygóövében található aszteroida. Cornelis Johannes van Houten, Ingrid van Houten-Groeneveld és Tom Gehrels fedezte fel 1960. szeptember 24-én.